# 桃のささやき
桃のささやき（もものささやき）は、MONDO TV（2010年10月までは「MONDO21」）で2010年7月7日から2011年9月30日まで放送されていたお色気番組である。

## 概要
人気AV女優を起用したオリジナル30分番組。かつて放送していた、『桃のふくらみ』（もものふくらみ）の後継番組。
過去には『女神のささやき』（めがみのささやき）、『Peach-Pit 桃のたね』（ぴーち・ぴっと もものたね）などとして放送されていた（本項では両番組の出演者についても下記に記述する）。
基本的に隔週更新。隔週水曜日25時（木曜日午前1時）に初回放送。再放送も行われていた。
エッチな妄想を映像化（ヌードあり。モザイク処理なし）。
出演女優によっては、姉妹局の旅チャンネル・美女と温泉シリーズ（美女と湯けむりなど）も同時に収録する場合もあった。
キャッチコピーは、「あなたに至高の女性美を・・・人気女優が、その全てを見せる深夜限定の番組です!」。
2011年9月30日26時半（10月1日午前2時半）放送の篠原杏の回（第33回）をもって終了。
番組終了後
後継番組はなく、今後MONDO TVでの再放送も行われていない。
2012年1月より「いつでもどこでもTV」において、収録済みながら放送されずお蔵入りとなっていた6回分の動画配信が開始された。
2012年4月から「Sweet Kiss」（スイートキッス）のタイトルで、ヌードシーンを除外した特別編集バージョンが放送されている。
2012年12月より続編「Sweet Angel」（スイートエンジェル）の放送を開始。

## 出演女優
1. 愛音まひろ （2010年7月7日初回放送）
2. 白咲舞 （2010年7月21日初回放送）
3. 成瀬心美 （2010年8月4日初回放送）
4. 朝日奈あかり （2010年8月18日初回放送）
5. 藤本リーナ （2010年9月1日初回放送）
6. 上原結衣 （2010年9月15日初回放送）
7. 小倉奈々（2010年9月29日初回放送）
8. 瑠川リナ（2010年10月13日初回放送）
9. 並木優（2010年10月27日初回放送）
10. 桜花えり（2010年11月10日初回放送）
11. 栗林里莉（2010年11月24日初回放送）
12. 加藤リナ（2010年12月8日初回放送）
13. 月野りさ（2010年12月22日初回放送）
14. 周防ゆきこ（2011年1月5日初回放送）
15. 羽田あい（2011年1月19日初回放送）
16. SARAH（2011年2月2日初回放送）
17. 葵つかさ（2011年2月16日初回放送）
18. 優希まこと（2011年3月2日初回放送）
19. 美雪ありす（2011年3月16日初回放送）
20. 杏樹紗奈（2011年3月30日初回放送）
21. 原田明絵（2011年4月13日初回放送）
22. 神咲詩織（2011年4月27日初回放送）
23. 伊東美姫（2011年5月11日初回放送）
24. 藤井シェリー（2011年5月25日初回放送）
25. 織田真子（2011年6月8日初回放送）
26. 平井七菜子（2011年6月22日初回放送）
27. 葵なつ（2011年7月8日初回放送[2]）
28. うるや真帆（2011年7月20日初回放送）
29. めぐり（藤浦めぐ）（2011年8月3日初回放送）
30. 桜ここみ（2011年8月17日初回放送）
31. 星美りか（2011年8月31日初回放送）
32. 辰巳ゆい（2011年9月14日初回放送）
33. 篠原杏（2011年9月30日放送。最終回）
34. 水沢杏香（2012年1月より携帯サイトで配信）
35. 由愛可奈（同上）
36. 小島みなみ（同上）
37. 月城ルネ（同上）
38. 奥田咲（同上）
39. 沖ひとみ（同上）

### 「桃のふくらみ」出演女優
1. 遠野春希
2. 倉沢みづき
3. 松野ゆい
4. 春川凛花
5. 七瀬まゆみ
6. 山城美姫
7. 水野美香
8. 赤井ちえり
9. 大塚ひな
10. さいとう真央
11. 桜田さくら
12. 神田ねおん
13. 天衣みつ
14. あいか瞬
15. 花川ひらり
16. いつか
17. 佐藤りえ
18. 日比野夕希
19. 栗原まあや
20. 鈴木杏里
21. 藤崎怜里
22. 陽多まり
23. 神谷りの
24. 佐藤ショコラ
25. 川幡こころ
26. 三井愛中
27. 麗花
28. 森乃梢
29. 野々宮りん
30. miko
31. 月川早来
32. 華姫りの
33. 一ノ瀬さくら
34. さくら奈々
35. @YOU
36. 松嶋れいな
37. 星野めぐ
38. 姫川りな
39. 北沢亜美
40. 新里ゆきの
41. 野沢友花
42. 川瀬さやか
43. 小西那奈
44. 琴早妃
45. みひろ
46. 吉崎直緒
47. 桃瀬えみる
48. 宮崎あいか
49. 糸矢めい
50. 君野ゆめ
51. 京野明日香
52. 本上花梨
53. 綾瀬メグ
54. 片瀬まこ
55. 早妃歩
56. 櫻井美優
57. 伊沢千夏
58. しいないおり
59. 長澤つぐみ
60. 桜井りあ
61. 小野瀬香恋
62. 桐島ひかり
63. ほしのみゆ
64. 愛原つばさ
65. きこうでんみさ
66. 琴乃
67. 範田紗々
68. 板垣あずさ
69. 矢沢のん
70. 天川るる
71. 松下桃香
72. 櫻井ゆうこ
73. 早川瀬里奈
74. 青山菜々
75. Hitomi
76. みづなれい
77. KYOKO
78. 桜木凛
79. あのあるる
80. 光月夜也
81. 相崎琴音
82. 成島りゅう
83. 長澤あずさ
84. かすみ果穂
85. 叶桃花
86. 大塚咲
87. 安藤美沙
88. 原紗央莉
89. 阿利希カレラ（阿利希キリア）
90. 美花ぬりぇ
91. 夏原カレン
92. ましろ杏

### 「Peach-Pit 桃のたね」出演女優
1. 春菜まい
2. 奥菜千春
3. 涼樹れん
4. 長谷川瞳
5. 三津なつみ
6. 蒼井そら
7. 常盤桜子
8. 月野しずく
9. 小沢菜穂
10. 高橋ケイト
11. 小川音子
12. 鈴木麻奈美
13. 南波杏
14. 小春ひより
15. 中野千夏
16. 藤森レイナ
17. 君嶋もえ
18. 酒井るんな
19. ゆうきりり
20. 横山あさ美
21. 水谷もも
22. 渡瀬晶
23. 星川ヒカル
24. 早坂ひとみ
25. 上原美紀
26. 新山愛里
27. 宝月ひかる
28. 桜朱音
29. 風野舞子
30. 星月まゆら
31. 水希遥
32. 夏目ナナ
33. 上原留華
34. 如月カレン
35. 中島京子
36. みずなあんり
37. 松島かえで
38. 一色あずさ
39. 寧々
40. 松村優
41. 藍山みなみ
42. 北島優
43. 青木玲
44. 二宮沙樹
45. 持田茜（しじみ）
46. 大沢佑香（晶エリー、新井エリー）
47. 仁菜あやか
48. 仲村もも
49. 白河みゆり
50. 白鳥さくら
51. 田中美久(菜菜美ねい)
52. 小嶺春
53. 相田すみれ
54. 来栖ゆう
55. 一ノ瀬カレン
56. 神崎アンナ
57. 桜月舞
58. かんな
59. 豪ともえ
60. 来栖りお